# ديفيد بيج (لاعب كرة قدم)
ديفيد بيج (بالإنجليزية: David Begg)‏ هو مدرب كرة قدم ولاعب كرة قدم بريطاني، ولد في 1946.